# 羅斯百貨

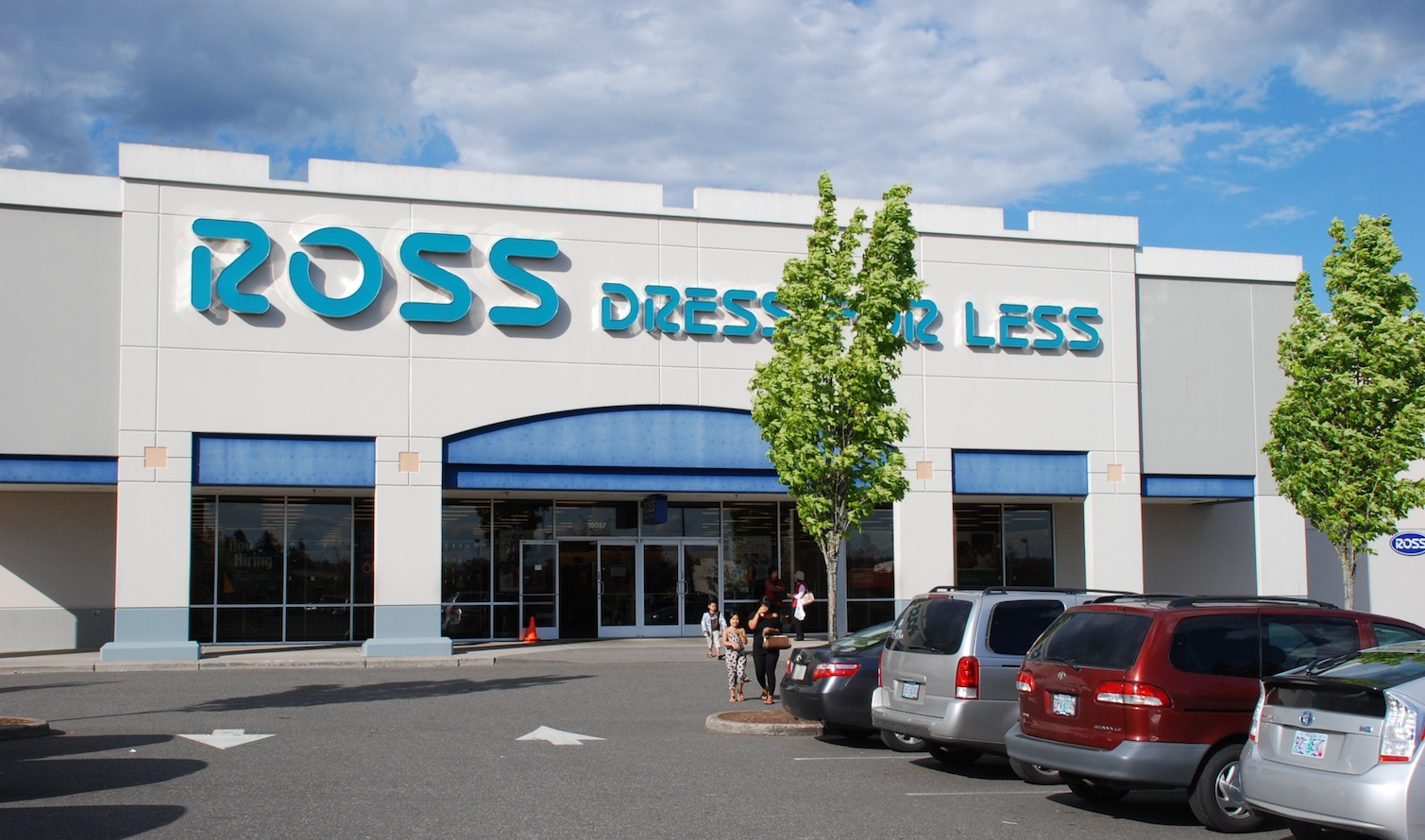
位於希爾斯伯勒的一家店

羅斯百貨（Ross Stores, Inc.）是一家美國廉價百貨公司。該公司創始於1982年，現在在美國本土（不包括紐約州、阿拉斯加州、新英格蘭等部分地區）和關島運營有一千家多家百貨商店。
2014年公司總部搬到加州都柏林。2018年，該公司在財富美國500強中位列209。

## 外部連接
- Official website （页面存档备份，存于）
- - Ross的商業數據：Google Finance
  - Yahoo! Finance
  - Reuters
  -  SEC filings